# Cranmer Green
Cranmer Green är en park i Storbritannien.   Den ligger i grevskapet Greater London och riksdelen England, i den södra delen av landet, i huvudstaden London. Cranmer Green ligger 26 meter över havet.
Terrängen runt Cranmer Green är platt. Runt Cranmer Green är det mycket tätbefolkat, med 4 188 invånare per kvadratkilometer. Närmaste större samhälle är City of London, 13,6 km norr om Cranmer Green. Runt Cranmer Green är det i huvudsak tätbebyggt.